# Mourad Melki
Mourad Melki (arab. مراد ملكي; ur. 9 maja 1975
roku) – tunezyjski piłkarz występujący na pozycji pomocnika.

## Kariera klubowa
Mourad Melki zawodową karierę rozpoczynał w 1995 roku w zespole Olympique Béja. Występował tam przez cztery sezony, a jego największym osiągnięciem było dotarcie do finału krajowego pucharu w 1998 roku. Latem 1999 roku Melki postanowił zmienić klub i podpisał kontrakt z Espérance Tunis. W jego barwach odnosił wiele sukcesów - sześć razy sięgnął po tytuł mistrza Tunezji i dwa razy zdobył puchar kraju. Oprócz tego w 2000 roku dotarł do finału Afrykańskiej Ligi Mistrzów, w którym Espérance Tunis przegrało w dwumeczu 2:5 z ghańskim zespołem Accra Hearts of Oak SC. W 2007 roku Melki zdecydował się na wyjazd do Kataru i grę w tamtejszej lidze.

## Kariera reprezentacyjna
W reprezentacji Tunezji Melki zadebiutował w 1998 roku. W tym samym roku znalazł się w 22-osobowej kadrze Henryka Kasperczaka na mistrzostwa świata. Na francuskich boiskach drużyna Tunezji zajęła ostatnie miejsce w swojej grupie, a sam Melki pełnił rolę rezerwowego i nie wystąpił w żadnym z meczów. Tunezyjczyk został także powołany na kolejny mundial. Podopieczni Ammara Souayaha nie zdołali przebrnąć przez fazę grupową i odpadli z turnieju. Melki zagrał w zremisowanym 1:1 spotkaniu przeciwko Belgii oraz w przegranym 0:2 pojedynku z Japonią. Po raz ostatni do drużyny narodowej tunezyjski zawodnik został powołany w 2003 roku. Dla reprezentacji zaliczył czternaście występów.